# Lentille de Bregans

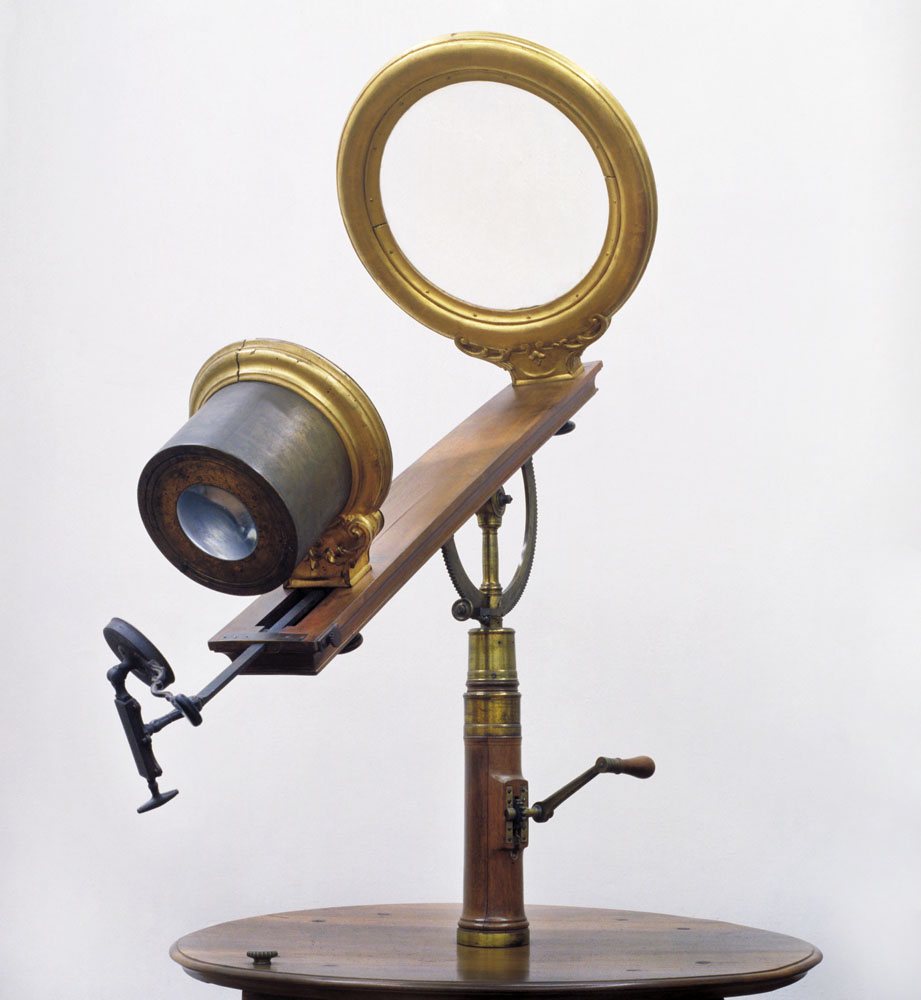
Photographe de la lentille de Bregans.

La lentille de Bregans est un instrument scientifique conservé au Museo Galileo de Florence.  
La grande lentille, montée sur un cadre en bois doré, avec une distance focale de 1 580 mm. Une autre lentille, plus petite, sert de condensateur et peut être positionnée à l'aide d'un mécanisme à glissière le long de son support. Devant cette dernière se trouve une bobèche métallique orientable, qui sert de support pour examiner les échantillons. La monture en bois placée sur une table à roulettes, qui remonte à 1767, est l'œuvre de l'artisan florentin Francesco Spighi, alors que les parties métalliques sont signées par Gaspero Mazzeranghi. Le constructeur de la lentille, Benedetto Bregans, dont on ne possède pas d'informations certaines, fit don de son produit au Grand-duc Côme III de Médicis en 1697. L'instrument fut utilisé quelque temps plus tard par Giuseppe Averani et par Cipriano Targioni pour des expériences de combustion de diamants et d'autres pierres précieuses et par Humphrey Davy ensuite, quand il vint à Florence en 1814 avec Michael Faraday pour reproduire les expériences de Averani. Enfin, en 1860, Giovanni Battista Donati la monta sur un tube (inv. 582) et l'employa comme condensateur de la lumière des étoiles lors de ses observations sur les raies des spectres stellaires. 